# Législature de Peleliu
12e législature de Peleliu
La Législature de Peleliu exerce le pouvoir législatif au sein de l'État éponyme. Depuis 2015, la speaker est Eufrasia Remeliik.

## Éligibilité
Pour être éligible, une personne doit être :
- un citoyen des Palaos[2] ;
- une personne de Peleliu[2] ;
- avoir au moins 25 ans[2] ;
- ne pas avoir été condamné pour un crime ou ne pas être en probation imposée par une juridiction au moment de l'élection (sauf s'il a bénéficié d'un pardon)[2] ;
- ne pas être un chef traditionnel déjà membre de la législature[3].

Le mandat d'un député est de trois ans.

## Composition
La Législature est composée de 15 membres, dont 10 sont élus et 5 sont des chefs traditionnels. Les 10 membres élus sont répartis en deux groupes : 5 proviennent d'une circonscription générale englobant l'île entière et 5 sont issus des 5 villages traditionnels. Selon la constitution, les villages traditionnels de Peleliu sont Ngerdelolk, Ngesias, Ngerchol, Ngerkeukl et Teliu.

## Speaker de la Législature
Parmi les speakers de la chambre se trouve :
- entre 1996 et 1998, Yukio Shmull ;
- en 2008, Kalbesang Soalablai[7] ;
- depuis 2015, Eufrasia Remeliik[1].

## Sources